# 法國足球聯賽系統
法國足球聯賽系統橫跨法國及摩納哥的球隊，亦包含一支西班牙球隊。男子方面，首兩級的法甲和法乙屬職業。而第三級的法丙屬半職業。第四、五級的全國業餘聯賽，及他們以下的地區聯賽均全屬業餘，一般而言，在每個組別的聯賽之間設有升降班制度，女子方面則只有男子的首三級聯賽和地區聯賽。

## 男子

### 2024-25賽季
|   | 職業聯賽 | | | | | | | | | | |
| 1 | 法國足球甲級聯賽（法甲）（Ligue 1） 18 隊 | 法國足球甲級聯賽（法甲）（Ligue 1） 18 隊 | 法國足球甲級聯賽（法甲）（Ligue 1） 18 隊 | 法國足球甲級聯賽（法甲）（Ligue 1） 18 隊 | 法國足球甲級聯賽（法甲）（Ligue 1） 18 隊 | 法國足球甲級聯賽（法甲）（Ligue 1） 18 隊 | 法國足球甲級聯賽（法甲）（Ligue 1） 18 隊 | 法國足球甲級聯賽（法甲）（Ligue 1） 18 隊 | | | |
| 2 | 法國足球乙級聯賽（法乙）（Ligue 2） 18 隊 | 法國足球乙級聯賽（法乙）（Ligue 2） 18 隊 | 法國足球乙級聯賽（法乙）（Ligue 2） 18 隊 | 法國足球乙級聯賽（法乙）（Ligue 2） 18 隊 | 法國足球乙級聯賽（法乙）（Ligue 2） 18 隊 | 法國足球乙級聯賽（法乙）（Ligue 2） 18 隊 | 法國足球乙級聯賽（法乙）（Ligue 2） 18 隊 | 法國足球乙級聯賽（法乙）（Ligue 2） 18 隊 | | | |
|   | 半職業聯賽 | | | | | | | | | | |
| 3 | 法國全國聯賽（Championnat National） 18 隊 | 法國全國聯賽（Championnat National） 18 隊 | 法國全國聯賽（Championnat National） 18 隊 | 法國全國聯賽（Championnat National） 18 隊 | 法國全國聯賽（Championnat National） 18 隊 | 法國全國聯賽（Championnat National） 18 隊 | 法國全國聯賽（Championnat National） 18 隊 | 法國全國聯賽（Championnat National） 18 隊 | | | |
|   | 非職業聯賽 | | | | | | | | | | |
| 4 | 法國全國乙組聯賽（Championnat National 2） A 組 16 隊 | 法國全國乙組聯賽（Championnat National 2） A 組 16 隊 | 法國全國乙組聯賽（Championnat National 2） A 組 16 隊 | 法國全國乙組聯賽 B 組 16 隊 | 法國全國乙組聯賽 B 組 16 隊 | 法國全國乙組聯賽 C 組 16 隊 | 法國全國乙組聯賽 C 組 16 隊 | 法國全國乙組聯賽 C 組 16 隊 | | | |
| 5 | 法國全國丙組聯賽（Championnat National 3） 14 隊 法國全國丙組聯賽 14 隊 法國全國丙組聯賽 14 隊 法國全國丙組聯賽 14 隊 法國全國丙組聯賽 14 隊 法國全國丙組聯賽 14 隊 法國全國丙組聯賽 14 隊 法國全國丙組聯賽 14 隊 法國全國丙組聯賽 14 隊 法國全國丙組聯賽 14 隊 | 法國全國丙組聯賽（Championnat National 3） 14 隊 法國全國丙組聯賽 14 隊 法國全國丙組聯賽 14 隊 法國全國丙組聯賽 14 隊 法國全國丙組聯賽 14 隊 法國全國丙組聯賽 14 隊 法國全國丙組聯賽 14 隊 法國全國丙組聯賽 14 隊 法國全國丙組聯賽 14 隊 法國全國丙組聯賽 14 隊 | 法國全國丙組聯賽（Championnat National 3） 14 隊 法國全國丙組聯賽 14 隊 法國全國丙組聯賽 14 隊 法國全國丙組聯賽 14 隊 法國全國丙組聯賽 14 隊 法國全國丙組聯賽 14 隊 法國全國丙組聯賽 14 隊 法國全國丙組聯賽 14 隊 法國全國丙組聯賽 14 隊 法國全國丙組聯賽 14 隊 | 法國全國丙組聯賽（Championnat National 3） 14 隊 法國全國丙組聯賽 14 隊 法國全國丙組聯賽 14 隊 法國全國丙組聯賽 14 隊 法國全國丙組聯賽 14 隊 法國全國丙組聯賽 14 隊 法國全國丙組聯賽 14 隊 法國全國丙組聯賽 14 隊 法國全國丙組聯賽 14 隊 法國全國丙組聯賽 14 隊 | 法國全國丙組聯賽（Championnat National 3） 14 隊 法國全國丙組聯賽 14 隊 法國全國丙組聯賽 14 隊 法國全國丙組聯賽 14 隊 法國全國丙組聯賽 14 隊 法國全國丙組聯賽 14 隊 法國全國丙組聯賽 14 隊 法國全國丙組聯賽 14 隊 法國全國丙組聯賽 14 隊 法國全國丙組聯賽 14 隊 | 法國全國丙組聯賽（Championnat National 3） 14 隊 法國全國丙組聯賽 14 隊 法國全國丙組聯賽 14 隊 法國全國丙組聯賽 14 隊 法國全國丙組聯賽 14 隊 法國全國丙組聯賽 14 隊 法國全國丙組聯賽 14 隊 法國全國丙組聯賽 14 隊 法國全國丙組聯賽 14 隊 法國全國丙組聯賽 14 隊 | 法國全國丙組聯賽（Championnat National 3） 14 隊 法國全國丙組聯賽 14 隊 法國全國丙組聯賽 14 隊 法國全國丙組聯賽 14 隊 法國全國丙組聯賽 14 隊 法國全國丙組聯賽 14 隊 法國全國丙組聯賽 14 隊 法國全國丙組聯賽 14 隊 法國全國丙組聯賽 14 隊 法國全國丙組聯賽 14 隊 | 法國全國丙組聯賽（Championnat National 3） 14 隊 法國全國丙組聯賽 14 隊 法國全國丙組聯賽 14 隊 法國全國丙組聯賽 14 隊 法國全國丙組聯賽 14 隊 法國全國丙組聯賽 14 隊 法國全國丙組聯賽 14 隊 法國全國丙組聯賽 14 隊 法國全國丙組聯賽 14 隊 法國全國丙組聯賽 14 隊 | 法國全國丙組聯賽（Championnat National 3） 14 隊 法國全國丙組聯賽 14 隊 法國全國丙組聯賽 14 隊 法國全國丙組聯賽 14 隊 法國全國丙組聯賽 14 隊 法國全國丙組聯賽 14 隊 法國全國丙組聯賽 14 隊 法國全國丙組聯賽 14 隊 法國全國丙組聯賽 14 隊 法國全國丙組聯賽 14 隊 | 法國全國丙組聯賽（Championnat National 3） 14 隊 法國全國丙組聯賽 14 隊 法國全國丙組聯賽 14 隊 法國全國丙組聯賽 14 隊 法國全國丙組聯賽 14 隊 法國全國丙組聯賽 14 隊 法國全國丙組聯賽 14 隊 法國全國丙組聯賽 14 隊 法國全國丙組聯賽 14 隊 法國全國丙組聯賽 14 隊 | 法國全國丙組聯賽（Championnat National 3） 14 隊 法國全國丙組聯賽 14 隊 法國全國丙組聯賽 14 隊 法國全國丙組聯賽 14 隊 法國全國丙組聯賽 14 隊 法國全國丙組聯賽 14 隊 法國全國丙組聯賽 14 隊 法國全國丙組聯賽 14 隊 法國全國丙組聯賽 14 隊 法國全國丙組聯賽 14 隊 |

### 2025-26賽季
|   | 職業聯賽 | | | | | | | | | | |
| 1 | 法國足球甲級聯賽（法甲）（Ligue 1） 18 隊 | 法國足球甲級聯賽（法甲）（Ligue 1） 18 隊 | 法國足球甲級聯賽（法甲）（Ligue 1） 18 隊 | 法國足球甲級聯賽（法甲）（Ligue 1） 18 隊 | 法國足球甲級聯賽（法甲）（Ligue 1） 18 隊 | 法國足球甲級聯賽（法甲）（Ligue 1） 18 隊 | 法國足球甲級聯賽（法甲）（Ligue 1） 18 隊 | 法國足球甲級聯賽（法甲）（Ligue 1） 18 隊 | | | |
| 2 | 法國足球乙級聯賽（法乙）（Ligue 2） 18 隊 | 法國足球乙級聯賽（法乙）（Ligue 2） 18 隊 | 法國足球乙級聯賽（法乙）（Ligue 2） 18 隊 | 法國足球乙級聯賽（法乙）（Ligue 2） 18 隊 | 法國足球乙級聯賽（法乙）（Ligue 2） 18 隊 | 法國足球乙級聯賽（法乙）（Ligue 2） 18 隊 | 法國足球乙級聯賽（法乙）（Ligue 2） 18 隊 | 法國足球乙級聯賽（法乙）（Ligue 2） 18 隊 | | | |
|   | 半職業聯賽 | | | | | | | | | | |
| 3 | 法國全國聯賽（Championnat National） 18 隊 | 法國全國聯賽（Championnat National） 18 隊 | 法國全國聯賽（Championnat National） 18 隊 | 法國全國聯賽（Championnat National） 18 隊 | 法國全國聯賽（Championnat National） 18 隊 | 法國全國聯賽（Championnat National） 18 隊 | 法國全國聯賽（Championnat National） 18 隊 | 法國全國聯賽（Championnat National） 18 隊 | | | |
|   | 非職業聯賽 | | | | | | | | | | |
| 4 | 法國全國乙組聯賽（Championnat National 2） A 組 16 隊 | 法國全國乙組聯賽（Championnat National 2） A 組 16 隊 | 法國全國乙組聯賽（Championnat National 2） A 組 16 隊 | 法國全國乙組聯賽 B 組 16 隊 | 法國全國乙組聯賽 B 組 16 隊 | 法國全國乙組聯賽 C 組 16 隊 | 法國全國乙組聯賽 C 組 16 隊 | 法國全國乙組聯賽 C 組 16 隊 | | | |
| 5 | 法國全國丙組聯賽（Championnat National 3） 14 隊 法國全國丙組聯賽 14 隊 法國全國丙組聯賽 14 隊 法國全國丙組聯賽 14 隊 法國全國丙組聯賽 14 隊 法國全國丙組聯賽 14 隊 法國全國丙組聯賽 14 隊 法國全國丙組聯賽 14 隊 | 法國全國丙組聯賽（Championnat National 3） 14 隊 法國全國丙組聯賽 14 隊 法國全國丙組聯賽 14 隊 法國全國丙組聯賽 14 隊 法國全國丙組聯賽 14 隊 法國全國丙組聯賽 14 隊 法國全國丙組聯賽 14 隊 法國全國丙組聯賽 14 隊 | 法國全國丙組聯賽（Championnat National 3） 14 隊 法國全國丙組聯賽 14 隊 法國全國丙組聯賽 14 隊 法國全國丙組聯賽 14 隊 法國全國丙組聯賽 14 隊 法國全國丙組聯賽 14 隊 法國全國丙組聯賽 14 隊 法國全國丙組聯賽 14 隊 | 法國全國丙組聯賽（Championnat National 3） 14 隊 法國全國丙組聯賽 14 隊 法國全國丙組聯賽 14 隊 法國全國丙組聯賽 14 隊 法國全國丙組聯賽 14 隊 法國全國丙組聯賽 14 隊 法國全國丙組聯賽 14 隊 法國全國丙組聯賽 14 隊 | 法國全國丙組聯賽（Championnat National 3） 14 隊 法國全國丙組聯賽 14 隊 法國全國丙組聯賽 14 隊 法國全國丙組聯賽 14 隊 法國全國丙組聯賽 14 隊 法國全國丙組聯賽 14 隊 法國全國丙組聯賽 14 隊 法國全國丙組聯賽 14 隊 | 法國全國丙組聯賽（Championnat National 3） 14 隊 法國全國丙組聯賽 14 隊 法國全國丙組聯賽 14 隊 法國全國丙組聯賽 14 隊 法國全國丙組聯賽 14 隊 法國全國丙組聯賽 14 隊 法國全國丙組聯賽 14 隊 法國全國丙組聯賽 14 隊 | 法國全國丙組聯賽（Championnat National 3） 14 隊 法國全國丙組聯賽 14 隊 法國全國丙組聯賽 14 隊 法國全國丙組聯賽 14 隊 法國全國丙組聯賽 14 隊 法國全國丙組聯賽 14 隊 法國全國丙組聯賽 14 隊 法國全國丙組聯賽 14 隊 | 法國全國丙組聯賽（Championnat National 3） 14 隊 法國全國丙組聯賽 14 隊 法國全國丙組聯賽 14 隊 法國全國丙組聯賽 14 隊 法國全國丙組聯賽 14 隊 法國全國丙組聯賽 14 隊 法國全國丙組聯賽 14 隊 法國全國丙組聯賽 14 隊 | 法國全國丙組聯賽（Championnat National 3） 14 隊 法國全國丙組聯賽 14 隊 法國全國丙組聯賽 14 隊 法國全國丙組聯賽 14 隊 法國全國丙組聯賽 14 隊 法國全國丙組聯賽 14 隊 法國全國丙組聯賽 14 隊 法國全國丙組聯賽 14 隊 | 法國全國丙組聯賽（Championnat National 3） 14 隊 法國全國丙組聯賽 14 隊 法國全國丙組聯賽 14 隊 法國全國丙組聯賽 14 隊 法國全國丙組聯賽 14 隊 法國全國丙組聯賽 14 隊 法國全國丙組聯賽 14 隊 法國全國丙組聯賽 14 隊 | 法國全國丙組聯賽（Championnat National 3） 14 隊 法國全國丙組聯賽 14 隊 法國全國丙組聯賽 14 隊 法國全國丙組聯賽 14 隊 法國全國丙組聯賽 14 隊 法國全國丙組聯賽 14 隊 法國全國丙組聯賽 14 隊 法國全國丙組聯賽 14 隊 |

法丙名大區在第五級之後各自有各級聯賽，在第七至第九級以後，名大區會再分為若干個小區，而且各自有各級聯賽，最多可以延伸至第十七級。

## 女子
| Level | 聯賽 / 組別                                         | 聯賽 / 組別                                         | 聯賽 / 組別                                         | 聯賽 / 組別                                         | 聯賽 / 組別                                         | 聯賽 / 組別                                         | 聯賽 / 組別                                         | 聯賽 / 組別                                         |
| ----- | --------------------------------------------------- | --------------------------------------------------- | --------------------------------------------------- | --------------------------------------------------- | --------------------------------------------------- | --------------------------------------------------- | --------------------------------------------------- | --------------------------------------------------- |
| 1     | 法國甲組女子足球聯賽（Division 1 Féminine）         | 法國甲組女子足球聯賽（Division 1 Féminine）         | 法國甲組女子足球聯賽（Division 1 Féminine）         | 法國甲組女子足球聯賽（Division 1 Féminine）         | 法國甲組女子足球聯賽（Division 1 Féminine）         | 法國甲組女子足球聯賽（Division 1 Féminine）         | 法國甲組女子足球聯賽（Division 1 Féminine）         | 法國甲組女子足球聯賽（Division 1 Féminine）         |
| 2     | 法國乙組女子足球聯賽（Division 2 Féminine）         | 法國乙組女子足球聯賽（Division 2 Féminine）         | 法國乙組女子足球聯賽（Division 2 Féminine）         | 法國乙組女子足球聯賽（Division 2 Féminine）         | 法國乙組女子足球聯賽（Division 2 Féminine）         | 法國乙組女子足球聯賽（Division 2 Féminine）         | 法國乙組女子足球聯賽（Division 2 Féminine）         | 法國乙組女子足球聯賽（Division 2 Féminine）         |
| 3     | 法國丙組女子足球聯賽（Division 3 Féminine）（2 組） | 法國丙組女子足球聯賽（Division 3 Féminine）（2 組） | 法國丙組女子足球聯賽（Division 3 Féminine）（2 組） | 法國丙組女子足球聯賽（Division 3 Féminine）（2 組） | 法國丙組女子足球聯賽（Division 3 Féminine）（2 組） | 法國丙組女子足球聯賽（Division 3 Féminine）（2 組） | 法國丙組女子足球聯賽（Division 3 Féminine）（2 組） | 法國丙組女子足球聯賽（Division 3 Féminine）（2 組） |
| 4     | 22 個女子足球地區聯賽                               | 22 個女子足球地區聯賽                               | 22 個女子足球地區聯賽                               | 22 個女子足球地區聯賽                               | 22 個女子足球地區聯賽                               | 22 個女子足球地區聯賽                               | 22 個女子足球地區聯賽                               | 22 個女子足球地區聯賽                               |